# Selțe, Dobrici
Selțe (în bulgară Селце, în română Malcoci) este un sat în comuna Kavarna, regiunea Dobrici, Dobrogea de Sud, Bulgaria. 
Între anii 1913-1940 a făcut parte din plasa Balcic a județului Caliacra, România. Lângă localitate a mai existat o așezare (azi dispărută) numită Arnăutlar în timpul administrației românești și Makedonka în bulgară. Ambele sate aveau populație majoritară românească.

## Demografie
Componența etnică a satului Selțe
     Turci (7,61%)
     Bulgari (75,23%)
     Romi (16,19%)
     Nicio identificare (0,95%)
La recensământul din 2011, populația satului Selțe era de 105 locuitori. Din punct de vedere etnic, majoritatea locuitorilor (75,23%) erau bulgari, existând și minorități de romi (16,19%) și turci (7,61%). Pentru 0,95% din locuitori nu este cunoscută apartenența etnică.